# The Incredible Shrinking Man
The Incredible Shrinking Man és una pel·lícula de ciència-ficció estatunidenca de 1957 dirigida per Jack Arnold basada en la novel·la de Richard Matheson del 1956 The Shrinking Man. La pel·lícula és protagonitzada per Grant Williams com Scott i Randy Stuart com la dona de Scott, Louise. Mentre es relaxa en un vaixell, Scott es veu embolicat per una estranya boira. Mesos després, descobreix que sembla que s'està reduint. Quan Scott ha arribat a l'alçada d'un nen petit, la seva condició es coneix al públic. Quan s'assabenta que no hi ha cura per a la seva malaltia, ataca la seva dona. Quan Scott s'encongeix fins al punt que pot cabre en una casa de nines, té una batalla amb el gat de la seva família, que el deixa perdut i sol al soterrani, on ara és més petit que l'insecte mitjà.
La història de la pel·lícula va ser ampliada per Matheson després d'haver venut la història a Universal-International Pictures Co., Inc. També va completar la novel·la sobre la qual es basa la pel·lícula mentre la producció estava en marxa. El guió de Matheson va ser escrit en flashbacks, i Richard Alan Simmons el va reescriure utilitzant una estructura narrativa més convencional. El director Jack Arnold inicialment volia que Dan O'Herlihy interpretés a Scott. O'Herlihy va rebutjar el paper, la qual cosa va portar a Universal a fitxar Williams per protagonitzar-la. El rodatge va començar el 31 de maig de 1956. Les escenes amb efectes especials es van rodar al llarg de la producció, mentre que altres van utilitzar els grans conjunts de la part posterior d'Universal. La producció va superar el pressupost i es va haver d'allargar el rodatge; determinades fotografies d'efectes especials es van haver de tornar a rodar. Williams es va lesionar constantment al plató.
Abans de l'estrena de la pel·lícula a la ciutat de Nova York el 22 de febrer de 1957, el seu final primer va ser posat a prova el públic que sentia que el destí del personatge s'havia de canviar. El final original del director va romandre a la pel·lícula. La pel·lícula va recaptar 1,43 milions de dòlars als Estats Units i al Canadà i va ser una de les pel·lícules de ciència-ficció més taquillera dels anys 50. Una seqüela, The Fantastic Little Girl, escrita originalment per Matheson, no va entrar mai en producció. Es va desenvolupar un remake anys més tard, que finalment es va convertir en la comèdia The Incredible Shrinking Woman (1981). Altres remakes es van planificar a principis dels anys 2000, un dels quals era protagonitzar Eddie Murphy en una variació més còmica de la pel·lícula. El 2013 es va anunciar una nova adaptació, amb Matheson escrivint el guió amb el seu fill Richard Christian Matheson. El 2009, la pel·lícula va ser seleccionada per a la conservació al National Film Registry dels Estats Units per la Biblioteca del Congrés com a "important culturalment, històricament o estèticament".

## Trama
Robert Scott Carey, conegut com "Scott", està de vacances amb la seva dona, Louise, quan una estranya boira el cobreix. Sis mesos després, Scott s'adona que la seva roba és massa gran, sospita que s'està encongint i demana assessorament mèdic. Al principi, el metge de Scott confirma la seva reducció mitjançant raigs X. Scott és enviat a un institut d'investigació mèdica, on es determina que l'exposició de Scott a la boira, combinada amb la seva exposició posterior a un pesticida, va reorganitzar la seva estructura molecular, fent-lo encongir. Scott li diu a Louise, a la llum de la seva situació, que és lliure de deixar-lo. Louise promet quedar-se, ja que l'anell de casament de Scott li cau del dit.
La condició de Scott el converteix en una curiositat nacional. L'atenció dels mitjans obliga a Scott a recular-se a casa seva. A Scott se li aconsella que vengui la seva història i comença a portar un diari de les seves experiències. La humiliació de Scott fa que s'enfronti a Louise amb frustració. Es descobreix un antídot que deté l'encongiment de Scott a tres peus d'alçada, però els metges li adverteixen que es mantindrà a aquesta alçada tret que es trobi alguna cosa que reverteixi la seva condició. Emocionalment trencat, Scott surt i coneix a Clarice, una atracció de carnaval i nana, que és exactament l'alçada de Scott. Clarice anima a Scott i l'inspira per continuar amb el seu diari. Més tard, Scott s'adona que ara és més baixet que la Clarice i se'n va a casa abatut.
Scott s'encongeix prou petit com per viure en una casa de nines i es torna més tirànic. Quan Louise marxa de casa per fer un encàrrec, Scott cau al seu soterrani després que Butch, el gat de la família, l'ataqui. Louise torna i suposa que Butch es va menjar a Scott després que troba un tros de roba de Scott. Louise es prepara per marxar, amb l’ajut del germà de Scott, Charlie.
Scott troba moltes dificultats per navegar per la seva base. L'escalfador d'aigua esclata, però quan Charlie i Louise vénen a investigar, en Scott és massa petit perquè escoltin els seus crits demanant ajuda. A continuació, Scott lluita contra una gran aranya mentre troba menjar i refugi. Finalment, mata l'aranya amb una agulla recta i s'enfonsa esgotat. Es desperta, prou petit com per escapar del soterrani a través d'un dels quadrats de la pantalla d'una finestra. Scott accepta el seu destí de reduir-se a la mida subatòmica. Ja no té por, arribant a la conclusió que per petit que es faci, encara importarà a l’univers perquè Déu sabrà que existeix.

## Repartiment
Repartiment adaptat de l'American Film Institute.
- Grant Williams com a Robert "Scott" Carey
- Randy Stuart com a Louise Carey
- April Kent com a Clarice Bruce
- Paul Langton com a Charlie Carey
- Raymond Bailey com el Dr. Silver
- William Schallert com el Dr. Bramson
- Diana Darrin com a infermera
- Billy Curtis com a nanet
- Orangey com el gat Butch

## Producció

### Desenvolupament i preproducció

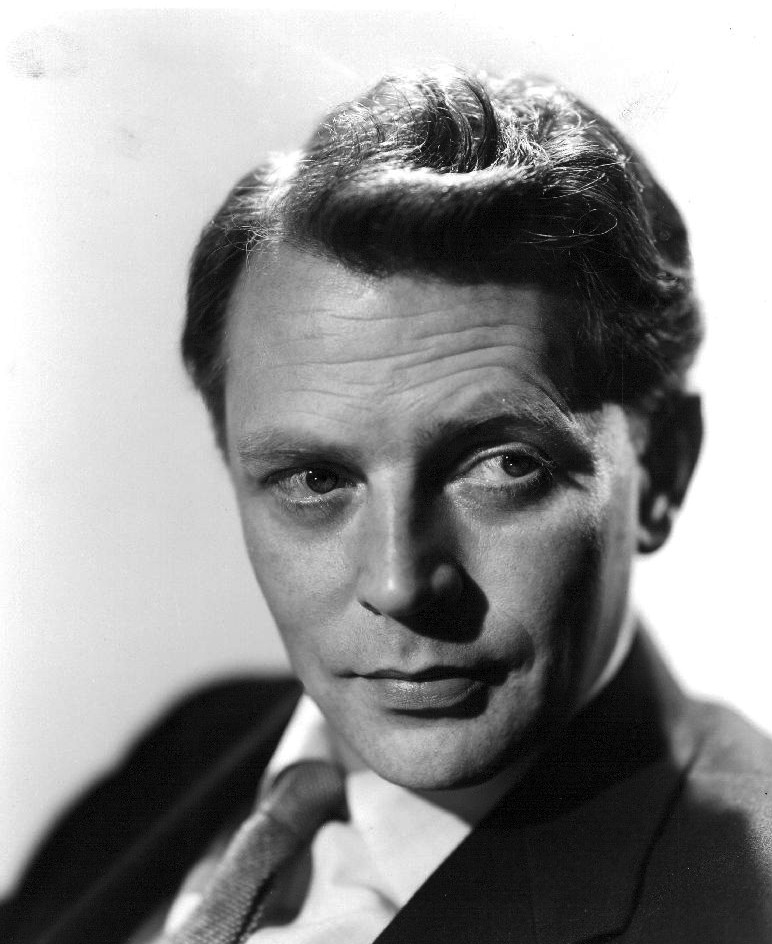
El productor Albert Zugsmith inicialment volia que Dan O'Herlihy (a la foto) interpretés el paper de Scott Carey.

La idea de Richard Matheson per a la novel·la original es va inspirar en una escena de la pel·lícula Amor a mitjanit, on el personatge de Ray Milland marxa d'un apartament amb el barret equivocat. És massa gran per a Milland i s'enfonsa al voltant del seu cap i les orelles. Matheson va vendre els drets a Universal amb la condició que escrigués el guió. Va ser el primer guió de Matheson, un format d'escriptura al qual va sentir que s'havia adaptat ràpidament. El guió inicial de Matheson seguia a Scott Carey ja encongit i lluitant contra una aranya al seu soterrani. La seva reescriptura s'explica en forma de flashback: escenes de Carey i l'aranya s'intercalen amb escenes que expliquen la història de la pèrdua gradual d'alçada de Carey.
La pel·lícula ja estava en el seu segon mes de producció abans que la novel·la fos publicada el maig de 1956 per Gold Medal Books. El productor Albert Zugsmith va afegir la paraula "Increïble" al títol de Matheson i va passar el guió a Richard Alan Simmons, que va eliminar l'estructura de flashback del guió. Matheson va parlar més tard de treballar amb Universal, trobant que el productor tenia una "ment molt comercial" que va fer que el guió fos més feble pel que fa al personatge, un crèdit de pantalla amb Simmons. Els crèdits de la pantalla inclouen Matheson com a guionista, mentre que el guió de rodatge enumera tant Matheson com Simmons. El director Jack Arnold va trucar a Randy Stuart, de qui era un amic personal, preguntant-li si estaria interessada a fer el pel·lícula. Zugsmith inicialment volia que Dan O'Herlihy interpretés el paper de Scott Carey. O'Herlihy Acabava de ser nominat a un Premi Oscar pel seu paper a Robinson Crusoe. Després de llegir el guió, es va negar a interpretar un altre personatge aïllat, no volia ser encastat en aquest tipus de paper. Grant Williams fou escollit perquè Universal l'havia vinculat per convertir-se en una estrella. Louise Carey. El 4 d'abril de 1956, Williams i Stuart van fer la prova de pantalla es van considerar acceptables per als papers de Scott i Louise Carey.

### Rodatge
El primer dia de producció, el 31 de maig, el comitè operatiu d'Universal va decidir que, a causa del tipus de fotografia especial que implicava la realització de la pel·lícula, el departament de publicitat col·laboraria fent publicitat d'una política de portes tancades al plató. La fotografia en plató no es permetria mentre es va rodar la pel·lícula per estimular l'interès del públic i del comerç. El rodatge va durar cinc o sis setmanes, incloses les seqüències d'efectes especials. El pressupost oscil·lava entre els 700.000 i els 800.000 dòlars. El crític de cinema Kim Newman va dir que el pressupost "no era car", la majoria s'utilitzava per a efectes especials.
Algunes fotografies d'efectes especials van ser les primeres preses per a la fotografia. Per exemple, es van tornar a fer fotos de Randy Stuart amb un teló de fons de vellut negre i després compost amb plans de Williams en un conjunt de sala d'estar ampliat. Els seus moviments es van sincronitzar mitjançant negatius de la primera escena exposada a la porta de la càmera, fent el contrari per a l'altra escena. La producció de so va començar el 31 de maig. Es va construir una casa de nines de grans dimensions per a Williams a l'escenari 28. Anteriorment s'havia utilitzat per a The Phantom of the Opera i Dracula. Arnold va dir que va filmar escenes amb el gat en un estudi normal amb un entrenador d'animals que tenia uns 40 gats idèntics. Per persuadir el gat a apropar-se a la casa de nines, Arnold hi va amagar menjar perquè el gat trobés un camí per entrar a la casa. Més tard va cronometrar les reaccions del gat i va dir a Williams que reaccionés davant el gat. L'Arnold va intentar per primera vegada seguir la novel·la i utilitzar una aranya vídua negra. Després de proves preliminars, va trobar que les vídues negres eren massa petites per utilitzar-les correctament a la pel·lícula. Els llums del teló del plató s'havien d'encendre molt alt, provocant la mort de 24 taràntules. Estaven dirigides amb petites bufades d'aire, una tècnica que s'havia utilitzat anteriorment. a la pel·lícula d'Arnold Tarantula. Malgrat que les fonts suggereixen el contrari, les pel·lícules no van utilitzar les mateixes taràntules.
Moltes de les escenes del soterrani es van rodar a l'escenari 12 d'Universal Studios que, segons Tom Weaver, era un dels escenaris sonors més grans del món en aquell moment. Mentre intentava trobar una manera de simular l'aterratge de gotes gegants d'aigua, l'Arnold va recordar una època en què era un nen i va trobar preservatius al calaix del seu pare. Sense saber què eren, els va omplir d'aigua i els va deixar caure. Arnold va demanar uns 100 preservatius i els va col·locar en una cinta de córrer perquè caiguessin en seqüència. L'escena de la inundació es va rodar els dies 2 i 3 de juliol. Hi va haver un retard de 20 minuts en la filmació a causa d'un cable de càmera espatllat. Hi ha hagut un altre retard des de les 11:05 a.m fins a les 11:25 a.m per permetre que l'aigua s'escurcés perquè una grua es pogués utilitzar correctament. Aquestes escenes van implicar jornades laborals de nou hores. Quan els actors no estaven filmant, se'ls va enviar a fer fotografies publicitàries.
La pel·lícula es va rodar originalment amb la relació d'aspecte estàndard de 4:3, però a mitjan rodatge, el 22 de juny, es va decidir que el metratge restant seria rodat en 1,75:1. La creença era que això donaria un millor aspecte a la pel·lícula, ja que un fotograma més curt permetria al departament de producció reduir l'alçada de certs accessoris per als efectes especials. Durant aquest període, Grant Williams va patir la primera de moltes lesions al plató. El 22 de juny es va presentar a l'hospital de l'estudi amb una cama rascada; el 29 de juny va haver de deixar el plató per ser tractat d'una afecció ocular; i el 2 de juliol, tots dos van haver de ser conduïts a l'hospital per rebre tractament addicional per als seus ulls i van ser enviats a l'hospital de l'estudi amb butllofes i rascades pels equips d'escalada. A causa de les lesions de Williams i d'algunes fotografies d'efectes especials massa brillants, la pel·lícula va tenir quatre dies de retard i va superar el pressupost de 25.000 dòlars.

### Post producció
Les preses d'efectes especials amb fotografia trucada de vellut negre van durar tres setmanes de postproducció i es van programar després que la pel·lícula completés la producció el 13 de juliol de 1956. Warren va descriure els efectes especials com a "difícils d'assignar correctament". A Clifford Stine, el camp del qual era el treball de processos i la projecció de la pantalla posterior, se li atribueix "fotografia especial". L'escena del vaixell al començament de la pel·lícula es va rodar en l'etapa de procés d'Universal, que va permetre la projecció en la pantalla posterior. Es van fer plans de Scott en determinades escenes, com ara la seva trobada amb la boira, amb ell contra una caiguda posterior de vellut negre.
Segons Randy Stuart, el final de la pel·lícula va fer que Williams tornés a la seva mida original, que Matheson va considerar que era el final equivocat de la història. Arnold va discutir amb Universal sobre el final. L'estudi volia un final feliç, mentre que ell volia el final original que s'havia rodat, es va fer per jutjar la reacció de l'audiència. Lucas va dir que les targetes de revisió del públic d'una projecció prèvia del 7 de desembre a Califòrnia incloïen comentaris que reaccionaven al final, com ara: "Hauria d'haver tingut un final diferent, hauria d'haver tornat a créixer". i "Què va passar al final?". Sobre la qualitat general de la pel·lícula, els comentaris incloïen: "No pots fer-ho millor? Això és bastant trist". —Has mort el meu fill de por i "Això és un insult al poder cerebral del meu fill de dos anys". La pel·lícula es va estrenar amb el final original d'Arnold intacte. Després de la seva estrena, Mel Danner, gerent del Circle Theatre de Waynoka, Oklahoma, va assenyalar que el públic sentia que era una bona pel·lícula, però que Carey hauria d'haver tornat a la seva mida original al final.

## Estrena
The Incredible Shrinking Man es va estrenar a Nova York el 22 de febrer de 1957. Va ser seguida d'una projecció a Los Angeles el 27 de març de 1957 i un llançament més ampli a l'abril. L'actriu Randy Stuart va recordar que la pel·lícula va ser "segona o tercera, crec que tercera, després d'Els Deu Manaments" en termes de quants diners va guanyar en comparació amb el que va costar. Variety va informar que a finals d'any havia recaptat 1,43 milions de dòlars, que la converteix en una de les pel·lícules de ciència-ficció més taquillera de la dècada (en comparació, 20,000 Leagues Under the Sea va recaptar 8 milions de dòlars, Viatge al centre de la Terra va recaptar 4,8 milions de dòlars, L'enigma d'un altre món va recaptar 1,95 milions de dòlars i Invasion of the Body Snatchers va recaptar 1,2 milions de dòlars).
La pel·lícula es va reeditar als cinemes el 1964,, però d'altra manera es va mostrar poques vegades a la televisió i només es va projectar ocasionalment a les convencions de ciència-ficció. Va ser llançada en disc làser el 1978 i 1991, en VHS el 1992 i en DVD el 2006 (com a part d'una caixa que conté una col·lecció de pel·lícules de ciència-ficció d'Universal-International). Arrow Video va estrenar la pel·lícula en Blu-ray el 2017. El juliol de 2021, The Criterion Collection va anunciar un blu-ray de la pel·lícula amb una nova restauració digital 4K; el seu material addicional inclou comentaris d'àudio de Tom Weaver i David Schecter.

## Recepció
La biògrafa d'Arnold, Dana M. Reemes, va descriure The Incredible Shrinking Man com inicialment rebuda com una rutina per sobre de la mitjana de les pel·lícules; la seva acollida ha crescut constantment des d'aleshores. Philip K. Scheuer del Los Angeles Times va qualificar la pel·lícula "un exercici fascinant d'imaginació, tan terrorífica com entretinguda […] Els aficionats a la ciència-ficció que són acusats de trobar coses per pensar així com emocions indirectes en aquests vols de fantasia tampoc no es sentiran decebuts."
El Monthly Film Bulletin va elogiar la pel·lícula i la va declarar una "història terrorífica que atrapa la imaginació a tot arreu", una "directa, macabra i tan sorprenentment original com un relat breu vintage de Ray Bradbury, amb tota la seva conclusió pacífica i resignada, obre noves perspectives de terror còsmic". Bosley Crowther de The New York Times va criticar la pel·lícula, escrivint que "a menys que un espectador sigui addicte a les ironies estranyes, l'improbable espectacle del Sr. Williams perd una polzada d'alçada cada setmana, mentre la seva dona, Randy Stuart, mira impotent, es cansarà abans que Universal hagi buidat el seu laboratori de tòpics de ciència-ficció." "Brog." de Variety va comentar que la pel·lícula no va ser del tot satisfactòria, però tenia prou bones qualitats, i va declarar específicament que "el desenvolupament s'inclina a ralentitzar-se de tant en tant, la qual cosa provoca una disminució de l'interès aquí i allà". La ressenya va assenyalar que els efectes especials i la cinematografia eren "visualment efectius", però que "parts de la partitura de fons estan sobrecarregades", cosa que distreu de la trama. La pel·lícula va ser la guanyador del primer Premi Hugo a la Millor Presentació Dramàtica el 1958.
Martin Rubin va parlar de la pel·lícula en un número de 1974 de Film Comment i la va comparar amb les seves contemporànies en el gènere. Va trobar que no tenia el "cinisme escolar i la moralització d'una pel·lícula de Roger Corman, ni cap de la histèria comuna als ciència-ficció de la por roja dels anys cinquanta". Va sentir que la història s'adaptava perfectament a Jack Arnold, i va assenyalar que un director "wellesià hauria inflat excessivament aquesta pel·lícula i hauria compromès el seu sentit de l'ordinari amb ombres i angles, mentre que un estilista més experimentat de gairebé qualsevol altre ordre l'hauria suavitzat massa; aquestes actituds estan millor a la pel·lícula de terror". Rubin també la va comparar amb les altres pel·lícules de ciència-ficció que Arnold va fer als anys 50—La dona i el monstre, It Came from Outer Space, Taràntula, Revenge of the Creature i  'The Space Children: trobant-los competitivament "interessants en pegats", però mancats en comparació amb la "unitat i claredat" de The Incredible Shrinking Man, que "compleix totalment la seva metàfora central sense ser restringit indegudament per ella".
Ian Nathan d'Empire es va referir a la pel·lícula com un clàssic de les pel·lícules de ciència-ficció dels anys 50 i va assenyalar com els objectes quotidians que es troben a casa es "transformen en un món aterridor i vertiginós ple de perills". Un enfrontament amb una aranya 'gegant', realitzat de manera impressionant, com tots els efectes, per al seu dia, s'ha convertit en una de les imatges icòniques  [sic] de tota l'època." Tim Lucas va declarar que la pel·lícula "segueix sent una de les pel·lícules de ciència-ficció perfectament realitzades", assenyalant que era "menys sobre ciència que no pas un exemple magistral de la branca del drama humà especulatiu".

## Conseqüències
Arnold va comentar les pel·lícules de ciència fetes després de The Incredible Shrinking Man, dient que com que les seves pel·lícules van tenir èxit financer, AIP i estudis japonesos van desenvolupar produccions similars, que sentia mancades d'atmosfera o de moral i eren només històries sobre monstres. Aquests inclouen The Amazing Colossal Man i Attack of the 50 Foot Woman. Arnold no va poder vendre una història de ciència-ficció després que aquestes pel·lícules van començar a aparèixer i va anar a Anglaterra per crear The Mouse That Roared, que considerava que era una pel·lícula de fantasia. això encara tenia un significat més profund. "gairebé tant de" com The Incredible Shrinking Man.
Arnold va parlar de la pel·lícula en els seus darrers anys després de veure una projecció retrospectiva, dient que estava content que el públic gaudís de la pel·lícula i que "tingués tots els matisos que vaig posar. Va ser una alegria per mi, només veure la seva reacció a la pel·lícula." Matheson va parlar de la pel·lícula en una entrevista a Horror People de John Bronsan, on va declarar que només li va agradar la pel·lícula després que el seu fill va assenyalar l'estructura de la història de la pel·lícula, concretament que "no tenia la història habitual, el final feliç habitual. En realitat no tenia una línia argumental en particular, era molt picaresca, només continuava." Matheson va reiterar el seu gaudi amb Cinefantastique, trobant-se capaç d'apreciar la pel·lícula amb visionats posteriors, trobant les visualitzacions com "vertaderament notables" i que Arnold va crear "un bon estat d'ànim a la pel·lícula". La pel·lícula va ser seleccionada per a la seva conservació al National Film Registry el 2009.

### Propostes de seqüeles i remakes

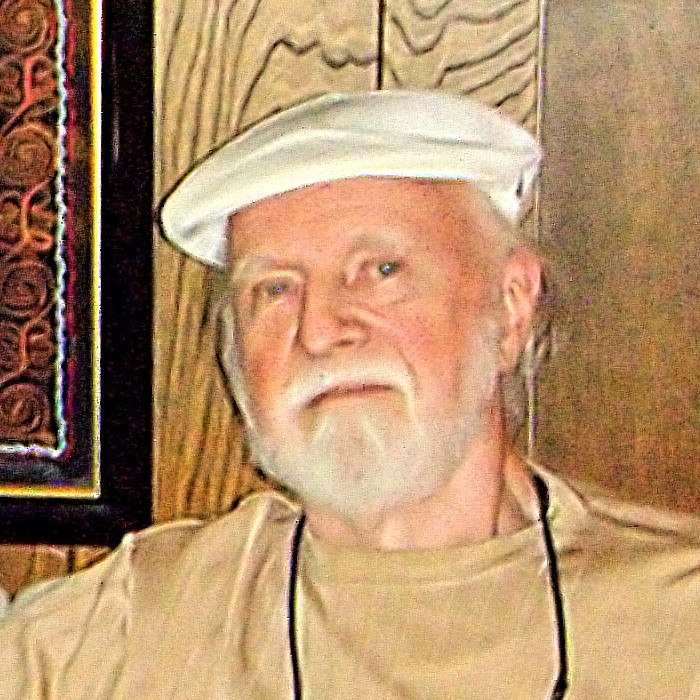
Richard Matheson va escriure una continuació i estava desenvolupant una nova adaptació del seu llibre el 2013.

Matheson va escriure una seqüela, titulada The Fantastic Little Girl. La pel·lícula té Louise Carey segura que Scott encara és viu. Torna a casa i es veu que s'encongeix i se li injecta una nova cura. El guió també mostrava a Scott al seu món microscòpic on es troba amb estranyes criatures semblants a les anguiles. El guió tenia 43 pàgines i es descriu com a inferior en comparació amb la pel·lícula original per l'autor Bill Warren. Matheson va dir això, ja que la pel·lícula original va guanyar "molts diners", no estava segur de per què la seqüela no es va desenvolupar més enllà de l'etapa del guió. La reticència a una reedició dels mitjans domèstics es va deure a la intenció d'Universal d'una pseudoseqüela. Això va incloure John Landis desenvolupant, escrivint i dirigint The Incredible Shrinking Woman, que es va cancel·lar després que el pressupost fos massa elevat. Més tard va ser reviscut per Jane Wagner. Arnold va dir que "odiava" The Incredible Shrinking Woman, declarant els efectes especials febles i afegint que no hi havia " cap punt de vista... la falla principal és que no és una comèdia tot i que s'han esforçat tant per fer-la graciosa".
El 2003, Universal i Imagine Entertainment van intentar un remake, amb Eddie Murphy com a protagonista i Keenen Ivory Wayans com a director. Després d'això, es van incorporar altres directors, inclosos Peter Segal i Brett Ratner, amb Murphy encara programat per protagonitzar un remake còmic.
Els drets del material original van caducar el 2012 i van ser comprats per Metro-Goldwyn-Mayer. El 2013 es va anunciar una nova adaptació de The Shrinking Man, amb Matheson. escrivint el guió amb el seu fill Richard Christian Matheson.Els Mathesons van comentar que la nova adaptació modernitzaria la història i reflexionaria sobre avenços com ara la nanotecnologia. L'ancià Matheson va morir el 23 de juny de 2013.